# Ullapool River
Ullapool River är ett vattendrag i Storbritannien. Det ligger i kommunen Highland och riksdelen Skottland, i den norra delen av landet. Ullapool River mynnar vid Ullapool i en havsvik.